# Paul Texier
Paul Gabriel Texier (París, 28 de abril de 1889-París, 29 de febrero de 1972) fue un deportista francés que compitió en ciclismo en la modalidad de pista. Ganó una medalla de bronce en el Campeonato Mundial de Ciclismo en Pista de 1910, en la prueba de velocidad individual.

## Medallero internacional
| Campeonato Mundial | Campeonato Mundial | Campeonato Mundial | Campeonato Mundial       |
| Año                | Lugar              | Medalla            | Competición              |
| ------------------ | ------------------ | ------------------ | ------------------------ |
| 1910               | Bruselas (Bélgica) | Medalla de bronce  | Velocidad individual (A) |